# Бологово (Тверська область)
Бологово (рос. Бологово) — селище в Андреапольському районі Тверської області Російської Федерації.
Населення становить 575 осіб. Входить до складу муніципального утворення Андреапольський округ.

## Історія
Від 2006 до 2019 року входило до складу муніципального утворення Бологовське сільське поселення.

## Населення
| 1939 | 1959  | 1996 | 2002 | 2010 |
| ---- | ----- | ---- | ---- | ---- |
| 735  | ↗1426 | ↘848 | ↘700 | ↘575 |